# كيوكو هاياشي
كيوكو هاياشي (باليابانية: 林京子) (28 أغسطس 1930، ناغاساكي في اليابان - 19 فبراير 2017، ناغاساكي في اليابان)؛ كاتِبة وروائية يابانية.

## الجوائز
- جائزة أكوتاغاوا